# Venografia
La venografia (chiamata anche flebografia ascendente o flebografia) è una procedura medica diagnostica in cui una viene effettuata una radiografia delle vene, un venogramma, dopo che un mezzo di contrasto speciale viene iniettato nel midollo osseo o nelle vene. Il mezzo di contrasto deve essere iniettato in maniera continuativa attraverso un catetere, il che la rende una procedura invasiva. Normalmente il catetere viene inserito nell'inguine e spostato nel sito appropriato attraverso il sistema vascolare.
La venografia con mezzo di contrasto è il gold standard nella diagnostica per immagini per diagnosticare la trombosi venosa profonda  sebbene, a causa dei suoi costi, dell'invasività e altre limitazioni questo test viene eseguito raramente.  Viene anche utilizzata nella diagnosi dell'Insufficienza venosa cronica cerebrospinale.
La venografia può essere utilizzata anche per distinguere i coaguli di sangue dalle ostruzioni nelle vene, per valutare problemi di vene congeniti, per vedere come lavorano le valvola a nido di rondine o per identificare una vena da utilizzare per creare un bypass aorto-coronarico.
Le aree del sistema venoso che possono essere indagate includono gli arti inferiori, la vena cava inferiore e gli arti superiori.